# Asteridae
Ne doit pas être confondu avec Asteriidae.
Cet article concerne la sous-classe en nomenclature botanique. Pour le clade en classification APG III, voir Astéridées.
Sous-classe
Classification APG III (2009)

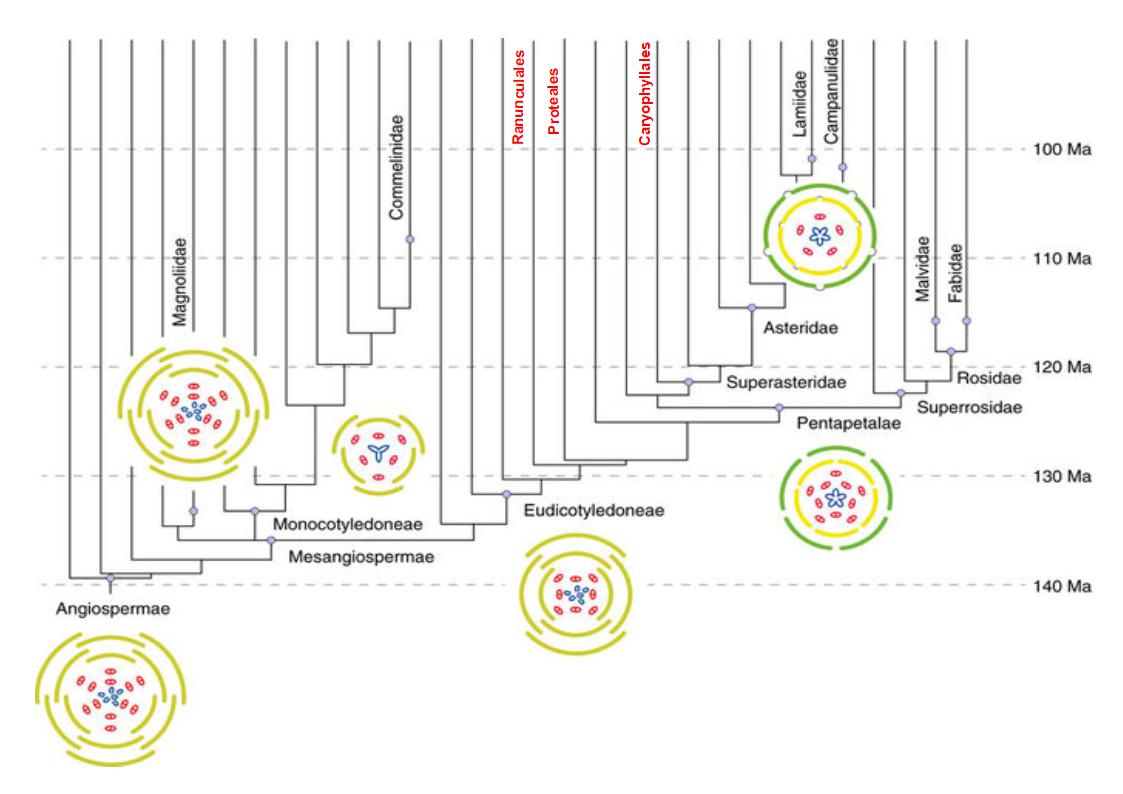
Évolution florale représentée par les diagrammes floraux, avec le clade des Superasteridae incluant les Asteridae qui représentent 50 % de la diversité des Eudicotylédones.

Les Asteridae sont une sous-classe de plantes dicotylédones.
En classification classique de Cronquist (1981) la sous-classe est divisée en 11 ordres :
- sous-classe Asteridae
- ordre Asterales
- ordre Calycerales
- ordre Campanulales
- ordre Dipsacales
- ordre Gentianales
- ordre Lamiales
- ordre Solanales
- ordre Callitrichales
- ordre Plantaginales
- ordre Rubiales
- ordre Scrophulariales

En classification phylogénétique APG II (2003) et classification phylogénétique APG III (2009), cette sous-classe, nommée « asterids » en anglais, est devenue un clade et est plus volontiers nommée sous son nom français Astéridées. Ayant un contenu bien différent en APG III, Astéridées est décrit dans un autre article.
Dans d'autres classifications il y a des groupes comparables, comme la sous-classe des Sympetalae (en classification de Wettstein, 1935).